# Trágilos
Trágilos, en grec moderne : Τράγιλος, est un village et un ancien dème du district régional de Serrès, en Macédoine-Centrale, Grèce. Depuis 2010, il est fusionné au sein du dème de Bisaltie. 
Selon le recensement de 2011, la population du dème compte 3 885 habitants tandis que celle du village s'élève à 477 habitants.